# 50/50 (televisieprogramma)
50/50 (spreekt uit als: fiftyfifty) is een Nederlands televisieprogramma dat sinds 20 januari 2020 uitgezonden werd door SBS6. Het programma werd tussendoor van 1 september 2022 t/m 9 juni 2023 uitgezonden door Net5. De laatste aflevering was op 29 december 2023 op SBS6. De presentatie van het programma was oorspronkelijk in handen van Winston Gerschtanowitz, vanaf het derde seizoen presenteerde hij het samen met Kim-Lian van der Meij.

## Format
In het programma gaan elke aflevering twee kandidaten de strijd met elkaar aan. In elke aflevering komen er vijftig meerkeuzevragen aan bod met elk maar twee antwoordmogelijkheden. Elke goed beantwoorde vraag is 50 euro waard. Een van de twee kandidaten begint met de eerste vraag en mag net zolang doorspelen totdat hij of zij een vraag fout beantwoord heeft, vanaf dat moment mag de andere kandidaat doorspelen totdat diegene een vraag fout heeft. Dit gaat zo de gehele aflevering door. De laatste vraag bestaat uit vier antwoordmogelijkheden waarvan er twee goed zijn. De kandidaat die met zijn reeks bij de laatste vraag komt, mag deze vraag eerst lezen en dan beslissen of hij de vraag speelt of de andere kandidaat hem laat spelen. Bij een fout antwoord op de voorlaatste vraag mag de tegenstander deze keuze maken. Pas daarna verschijnen de vier antwoorden en moet de kandidaat die speelt twee antwoorden kiezen. Na het geven van de antwoorden wordt ook aan de andere kandidaat gevraagd welke antwoorden hij zou hebben gekozen als hij de vraag zou hebben gespeeld, zodat na het controleren van de vraag duidelijk wordt of de kandidaat die mocht kiezen een verstandige keuze heeft gemaakt. Degene die deze laatste vraag goed heeft wint zijn verzamelde geldbedrag en mag de volgende dag terugkeren. Bij een fout antwoord wint de tegenstander zijn verzamelde geldbedrag en mag hij de volgende dag terugkeren. De verliezer gaat met niks naar huis. Een kandidaat mag maximaal tien keer terugkomen. Na de tiende gewonnen aflevering komen er in de volgende aflevering dus twee nieuwe kandidaten.

## Achtergrond
In januari 2020 werd het programma aangekondigd als vervanger van het televisieprogramma Utopia 2 tijdens de vooravond op SBS6, hier werd tevens Winston Gerschtanowitz bekendgemaakt als de presentator van het programma. Het programma wordt elke werkdag uitgezonden; de eerste aflevering werd uitgezonden op 20 januari 2020.
Vanaf het derde seizoen werd presentatrice Kim-Lian van der Meij aan het programma toegevoegd. De eerste week werd gepresenteerd door Gerschtanowitz en de tweede week door Van der Meij, sindsdien presenteren zij het programma om de week.
Van 1 september 2022 t/m 9 juni 2023 werd het programma tijdelijk uitgezonden op Net5, omdat op SBS6 in die periode het programma Een jaar van je leven werd uitgezonden op het tijdsslot van 50/50. Op 28 augustus 2023 keerde het programma weer terug naar SBS6.